# انچوئلو
انچوئلو (به اسپانیایی: Anchuelo) یک شهرستان در اسپانیا است که در مادرید (بخش خودمختار) واقع شده‌است.